# 聖弗朗西斯科杜瓜波雷
12°03′08″S 63°34′03″W / 12.05222°S 63.56750°W
聖弗朗西斯科杜瓜波雷（葡萄牙語：São Francisco do Guaporé），是巴西的城鎮，位於該國西北部，由朗多尼亞州負責管轄，始建於1995年12月27日，面積10,960平方公里，海拔高度186米，2010年人口18,640，人口密度每平方公里1.7人。